# Barbatos

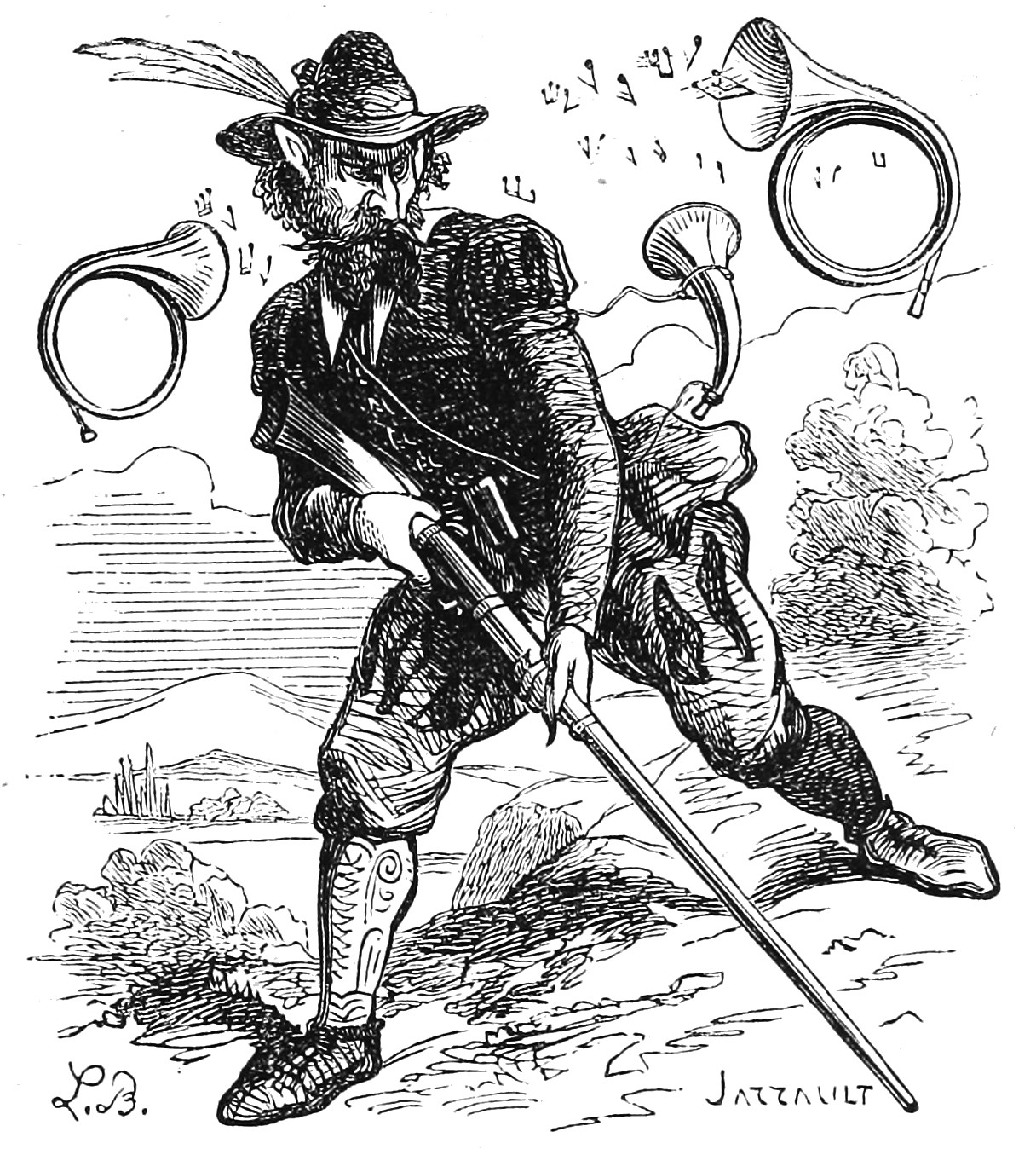
Barbatos no Dictionnaire Infernal (1863).

Na demonologia, Barbatos é o 8º espírito nomeado entre a lista de 72 demônios em A Chave Menor de Salomão. De acordo com a tradição de grimório, ele detém o posto de duque e (assim como o demônio Buer) pode aparecer quando o sol está no signo de Sagitário. Quando convocado, ele aparece "com quatro nobres reis e seus companheiros em grandes tropas". Barbatos concede a capacidade de entender a linguagem falada dos animais, como o canto dos pássaros e o latido dos cachorros. Ele revela tesouros ocultos que foram ocultados pelo encantamento dos magos, dá conhecimento de eventos passados e futuros e reconcilia disputas entre amigos e aqueles que detêm o poder. Barbatos tem 30 legiões de espíritos sob seu comando, e já pertenceu à ordem angelical das Virtudes .
Seu nome deriva do latim barbatus ("barbudo", "velho").
Em O Grande Grimório, Barbatos é apontado como o 6º dos 18 espíritos que servem aos sete espíritos superiores, ou seja, ele está sob o comando de Satanachia junto com Pruslas e Amom.

## Na cultura popular
- Na série de anime Mobile Suit Gundam: Iron-Blooded Orphans, o mobile suit principal é conhecido como "ASW-G-08 Gundam Barbatos". [4]
- No jogo Genshin Impact de 2020, Barbatos (em chinês:  巴巴托斯) é um dos nomes do Arconte Anemo (vento) e deus da nação Mondstadt que atualmente reside em sua forma como Venti, um bardo. [5]
- No jogo japonês Otome, Obey Me, há um personagem chamado Barbatos que serve como mordomo do príncipe.
- Nos quadrinhos de super-heróis americanos publicados pela DC, um personagem chamado Barbatos aparece como um vilão na história Dark Nights: Metal.
- No jogo de estratégia Monster Legends, um monstro chamado Barbatos era o governante do inferno antes de ser destronado por Nebotus.

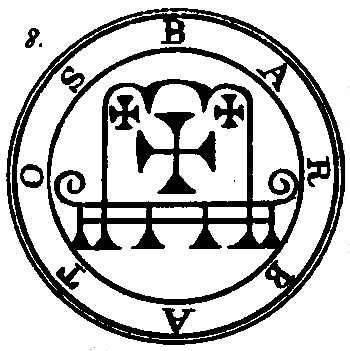
Sigilo de Barbatos